# NGC 5478
NGC 5478 (również PGC 50430 lub UGC 9034) – galaktyka spiralna z poprzeczką (SBbc), znajdująca się w gwiazdozbiorze Panny. Odkrył ją William Herschel 23 marca 1789 roku.